# Grand Prix Júnior de Patinação Artística no Gelo na Suécia
O Grand Prix Júnior de Patinação Artística no Gelo na Suécia (muitas vezes intitulado: Salchow Trophy) é uma competição internacional de patinação artística no gelo de nível júnior. A competição é organizada pela União Internacional de Patinação (ISU), e disputada no outono, em alguns anos, como parte do Grand Prix Júnior de Patinação Artística no Gelo.

## Edições
| Ano  | Edição               | Cidade sede          | Júnior               | Júnior               | Júnior               | Júnior               | Ref                  |
| Ano  | Edição               | Cidade sede          | M                    | F                    | P                    | D                    | Ref                  |
| ---- | -------------------- | -------------------- | -------------------- | -------------------- | -------------------- | -------------------- | -------------------- |
| 1999 | 1.ª                  | Estocolmo            | •                    | •                    | •                    | •                    | [ 1 ]                |
| 2000 | Não houve competição | Não houve competição | Não houve competição | Não houve competição | Não houve competição | Não houve competição | Não houve competição |
| 2001 | 2.ª                  | Malmö                | •                    | •                    | •                    | •                    | [ 2 ]                |
| 2002 | Não houve competição | Não houve competição | Não houve competição | Não houve competição | Não houve competição | Não houve competição | Não houve competição |
| 2003 | Final                | Malmö                | •                    | •                    | •                    | •                    | [ 3 ]                |

Legenda
- Final do Grand Prix ISU Júnior

## Lista de medalhistas

### Individual masculino
| Evento                    | Ouro                          | Prata                   | Bronze                           |
| Estocolmo 1999 (detalhes) | Evan Lysacek · Estados Unidos | Cyril Brun · França     | Ryan Bradley · Estados Unidos    |
| 2000                      | Não houve competição          | Não houve competição    | Não houve competição             |
| Malmö 2001 (detalhes)     | Andrei Griazev · Rússia       | Ma Xiaodong · China     | Ari-Pekka Nurmenkari · Finlândia |
| 2002                      | Não houve competição          | Não houve competição    | Não houve competição             |
| Malmö 2003 (detalhes)     | Evan Lysacek · Estados Unidos | Andrei Griazev · Rússia | Christopher Mabee · Canadá       |

### Individual feminino
| Evento                    | Ouro                         | Prata                   | Bronze                           |
| Estocolmo 1999 (detalhes) | Sasha Cohen · Estados Unidos | Anna Lundström · Suécia | Mikkeline Kierkgaard · Dinamarca |
| 2000                      | Não houve competição         | Não houve competição    | Não houve competição             |
| Malmö 2001 (detalhes)     | Miki Ando · Japão            | Tatiana Basova · Rússia | Irina Tkatchuk · Rússia          |
| 2002                      | Não houve competição         | Não houve competição    | Não houve competição             |
| Malmö 2003 (detalhes)     | Miki Ando · Japão            | Lina Johansson · Suécia | Viktória Pavuk · Hungria         |

### Duplas
| Evento                    | Ouro                                         | Prata                                         | Bronze                                              |
| Estocolmo 1999 (detalhes) | Viktoria Shklover · Valdis Mintals · Estônia | Abbi Gleeson · Jonathon Hunt · Estados Unidos | Jessica Waldstein · Garrett Lucash · Estados Unidos |
| 2000                      | Não houve competição                         | Não houve competição                          | Não houve competição                                |
| Malmö 2001 (detalhes)     | Zhang Dan · Zhang Hao · China                | Ding Yang · Ren Zhongfei · China              | Maria Mukhortova · Pavel Lebedev · Rússia           |
| 2002                      | Não houve competição                         | Não houve competição                          | Não houve competição                                |
| Malmö 2003 (detalhes)     | Jessica Dubé · Bryce Davison · Canadá        | Natalia Shestakova · Pavel Lebedev · Rússia   | Maria Mukhortova · Maxim Trankov · Rússia           |

### Dança no gelo
| Evento                    | Ouro                                            | Prata                                           | Bronze                                           |
| Estocolmo 1999 (detalhes) | Natalia Romaniuta · Daniil Barantsev · Rússia   | Kristina Kobaladze · Oleg Voiko · Ucrânia       | Nelly Gouverst · Cedric Pernet · França          |
| 2000                      | Não houve competição                            | Não houve competição                            | Não houve competição                             |
| Malmö 2001 (detalhes)     | Elena Romanovskaya · Alexander Grachev · Rússia | Anna Zadorozhniuk · Sergei Verbillo · Ucrânia   | Myriam Trividic · Yann Abback · França           |
| 2002                      | Não houve competição                            | Não houve competição                            | Não houve competição                             |
| Malmö 2003 (detalhes)     | Nóra Hoffmann · Attila Elek · Hungria           | Elena Romanovskaya · Alexander Grachev · Rússia | Morgan Matthews · Maxim Zavozin · Estados Unidos |